# Creagrutus figueiredoi
Creagrutus figueiredoi es una especie de pez de la familia Characidae en el orden de los Characiformes.

## Morfología
Los machos pueden llegar alcanzar los 6,3 cm de longitud total.

## Hábitat
Viven en  las zonas que poseen un clima tropical.

## Distribución geográfica
Se encuentran en Sudamérica: río Tocantins.